# Ahmad Suradji
Ahmad Suradji (10 de enero de 1949 - 10 de julio de 2008) fue un asesino en serie indonesio, conocido por Nasib Kelewang o por su alias Datuk.
Suradji admitió haber asesinado a 42 mujeres en un periodo de 11 años. Sus víctimas estaban entre los 11 y los 30 años y murieron estranguladas para formar parte de un ritual. Suradji fue arrestado el 2 de mayo de 1997, después de que los restos de sus víctimas fueran hallados enterrados cerca de su casa a las afueras de Medan, la capital de Sumatra del Norte. Acumuló a sus víctimas en una plantación de caña de azúcar cerca de su casa, enterradas hasta la cintura con sus cabezas mirando hacia su apartamento, ya que Suradji tenía la creencia de que ello le concedía poder.
En sus confesiones, explicó a la policía que tuvo un sueño en 1988 en la que el fantasma de su padre le ordenó asesinar a 70 mujeres y tragarse su saliva, con el fin de convertirse en un "dukan", o curandero místico. El brujo era reverenciado por los habitantes locales, quienes creían que tenía poderes paranormales y frecuentemente lo buscaban para obtener consejos médicos y espirituales. Muchas mujeres lo contrataban para que lanzara hechizos que aseguraran la fidelidad de sus esposos y novios. Los vecinos dijeron que muchas mujeres buscaban la ayuda del brujo creyendo que las haría ricas, más saludables y para mantener su belleza.
También fueron arrestadas sus tres mujeres (que a la vez eran hermanas entre sí), como cómplices de los asesinatos en los que ayudaron a esconder los cuerpos. La mayor de las tres esposas, Tumini, fue enjuiciada como cómplice de dichos crímenes mientras que las otras dos fueron puestas en libertad. El juicio comenzó en 11 de diciembre de 1997, con un sumario de 363 páginas y, aunque Suradji mantuvo su inocencia hasta el final, fue hallado culpable el 27 de abril de 1998 y sentenciado él y su mujer a morir fusilados, una pena que se aplicó el 10 de julio de 2008 aunque la de ella fue revocada a cadena perpetua.